# Colias grumi
Colias grumi är en fjärilsart som beskrevs av Alphéraky 1897. Colias grumi ingår i släktet Colias och familjen vitfjärilar. Inga underarter finns listade i Catalogue of Life.